# 249
Năm 249 là một năm trong lịch Julius. 

## Mất
- Mã Trung , danh tướng nhà Thục Hán

- Chu Nhiên , đại tướng Đông Ngô